# Американац у Паризу (филм)
Американац у Паризу (енгл. An American in Paris) је амерички љубавни хумористички мјузикл филм из 1951. године, инспирисан оркестарском композицијом Американац у Паризу Џорџа Гершвина из 1928. године. У главним улогама су Џин Кели, Лесли Карон (њен филмски деби), Оскар Левант, Жорж Гетари и Нина Фош. Радња филма смештена је у Париз, а режирао га је Винсенте Минели по сценарију Алана Џеја Лернера. Музику потписује Џорџ Гершвин, са текстом његовог брата Ајра, уз додатну музику Џонија Грина и Сола Чаплина, музичких директора.
Прича филма је испресецана плесним нумерама у кореографији Џина Келија и постављеним на Гершвинову музику. Извршни директор МГМ-а Артур Фрид купио је Гершвинов музички каталог од Џорџовог брата Ајре крајем 1940-их, пошто је Џорџ умро 1937. Неке од мелодија у овом каталогу биле су укључене у филм, као што су „I Got Rhythm” и „Love Is Here to Stay”. Остале песме у филму укључују „I'll Build A Stairway to Paradise” и „S Wonderful”. Врхунац филма је балет „Американац у Паризу“, 17-минутни плес без дијалога у којем Кели и Каронова наступају уз Гершвинов Американац у Паризу. Снимање балетске секвенце коштало је скоро пола милиона долара. Снимљен је на 44 сета у студију МГМ. Према Лесли Карон у интервјуу из 2009. о емисији интервјуа Пола О’Грејдија, филм је наишао на контроверзу са канцеларијом Хејс око дела њене плесне секвенце са столицом; цензор који је гледао сцену назвао ју је „сексуално провокативним”, што је изненадило Каронову, која је одговорила са: „Шта можеш да радиш са столицом?”
Американац у Паризу је остварио огроман успех, био је номинован за осам Оскара, а освојио је шест (укључујући најбољи филм), као и друге награде у индустрији. Године 1993. изабран је за чување од стране Конгресне библиотеке Сједињених Држава у Националном филмском регистру јер је „културно, историјски или естетски значајан“. Амерички филмски институт га је рангирао као девети међу најбољим филмским мјузиклима.

## Радња
Амерички ветеран Другог светског рата Џери Малиген живи у Паризу покушавајући да успе као уметник. Његов пријатељ и комшија Адам Кук је концертни пијаниста и дугогодишњи сарадник француског певача Анрија Борела. У бару у приземљу у њиховој згради, Анри говори Адаму о својој девојци, Лиси Бувије. Џери им се затим придружује пре него што изађе да покуша да прода своје слике.
Усамљена наследница Мајло Робертс примећује Џерија како излаже своје радове на Монмартру. Она купује две слике, а затим доводи Џерија у свој стан да му плати. Џери прихвата њен позив на вечеру за то вече, а на путу кући пева „I Got Rhythm” са локалном децом. Када је открио да је он једини гост на вечери, увређени Џери каже да није заинтересован да буде плаћена пратња. Мајло инсистира да она само жели да подржи његову каријеру.
У препуном бару, Мајло нуди да спонзорише уметничку изложбу за Џерија. Појављују се Мајлини пријатељи и док сви причају, Џери примећује лепу младу девојку за суседним столом. Он се претвара да се познају и замоли је да плеше, несвестан да је то Лиса, девојка коју Анри воли. Када Џери затражи њен број телефона, Лиса, незаинтересована, даје лажни. Неко за њеним столом погрешно разуме и даје тачан број. Мајло, узнемирена што је Џери флертовао са другом девојком у њеном присуству, жели да оде и касније га критикује због непристојности.
Следећег дана, Џери зове Лису, али она одбија да га види. У међувремену, Мајло је договорила излагање са колекционаром заинтересованим за Џеријево дело. Пре састанка, Џери одлази у парфимерију у којој Лиса ради. Она пристаје на касну вечеру, али жели да избегне јавна места; деле романтичну песму и игру дуж обала реке Сене. Она тада одјури да се састане са Анријем после његовог наступа („I'll Build a Stairway to Paradise”). Анри каже Лиси да иде на турнеју по Америци и предлаже јој брак.
Касније, Адам духовито сањари да изводи Гершвинов Концерт у Ф за клавир и оркестар у концертној дворани. Како сцена напредује, Адам је и диригент, други музичари, па чак и члан публике који одушевљено аплаудира на крају.
Мајло изнајмљује Џерију уметнички студио и каже да планира изложбу његових радова за три месеца. Џери у почетку одбија студио, али прихвата под условом да ће се одужити Мајло када његов рад буде продат. После месец дана удварања, Џери доводи Лису у своју стамбену зграду. Џери је збуњен када Лиса оде са таксијем у којем је чекала. Он се жали на то Адаму, који схвата да Анри и Џери воле исту девојку. Анри и Џери касније разговарају о девојци коју сви воле („S Wonderful”) а да не схватају да је то Лиса.
Те ноћи, Џери и Лиса се поново састају поред Сене. Лиса каже да ће се она и Анри венчати и отићи у Америку. Лиса се осећа дужном према Анрију јер ју је заштитио током рата. Џери и Лиса изјављују љубав једно другом пре растанка.
Утучени Џери позива Мајло на маскенбал за студенте уметности где налете на Анрија и Лиз. Џери признаје Мајло да воли Лису. Када Анри чује како се Џери и Лиса опраштају, схвата истину. Док се Анри и Лиса одвозе, Џери машта кроз разнолику и проширену плесну сцену, са Лисом по целом Паризу, смештену у представу Американац у Паризу Џорџа Гершвина. Сирена аутомобила разбија Џеријеву сањарење; Анри му враћа Лису. Они се грле и заједно одлазе док се Гершвинова композиција (и филм) завршава.

## Улоге
- Џин Кели као Џери Малиген
- Лесли Карон као Лиса Бувије
- Оскар Левант као Адам Кук
- Жорж Гуетари као Хенри „Хенк” Баурел
- Нина Фош као Мајло Робертс
- Јуџин Борден као Жорж Матје

## Пријем
Босли Краутер из Њујорк тајмса дао је углавном позитивну рецензију углавном о снази завршне плесне нумере коју је назвао „једном од најбољих икад приказаних на платну“, као и о изведби Лесли Карон, написавши да филм „преузима сопствени сјај магије када је госпођица Карон на екрану. Када она није, она се полако развија као закрпљена, конвенционална музичка емисија.” Варајети је филм назвао „једном од најмаштовитнијих музичких посластица које је Холивуд направио годинама... Кели је највећа звезда на филму и заслужује сваки цент своје зараде. Његов разноврсни плес је сјајан као и увек, а његово певање је изванредно.” Harrison's Reports је оценио да је филм „одлична забава, ужитак за око и ухо, представљен на начин који ће свим врстама публике пружити екстремно задовољство“. Ричард Л. Коу из Вашингтон поста назвао га је „најбољим мјузикл филмом који сам икада видео“, хвалећи његов „дух оштре оригиналности и софистицираности који се ретко може наћи у мјузиклу на екрану“. Џон Макартен из Њујоркера назвао га је „потпуно пријатним мјузикл филмом... Никад претесно ограничен својом причом, Американац у Паризу са највећом лакоћом прескаче од љубави на месечини до згодних балета, а господин Кели је увек спреман, вољан и у стању да изведе степ денс.“ Месечни филмски билтен назвао га је „само добрим мјузиклом, далеко привлачнијим од већине, али знатно мање него што се чинило да материјал обећава. Ово је делимично због немаштовитог коришћења париских окружења – веома очигледан поглед туриста – и због прилично чудног начина на који приповеда, након што је подигао интересовање за Џеријев уметнички рад и његову самосталну представу, једноставно одлаже цео проблем.“
Рецензирајући филм 2011. године, Џејмс Берардинели је написао да „спада у категорију слабог добитника Оскара. Филм је довољно пријатан за гледање, али представља лош избор као победник на списку из 1951. године... То је добар, забаван филм са пуно сјајних песама и плеса, али нема ничег у овој продукцији због чега се истиче у поређењу са једним од десетина мјузикала из тог доба.“

## Зарада
Према евиденцији МГМ-а, филм је зарадио 3.750.000 долара у САД и Канади и 3.231.000 долара у другим земљама током свог почетног приказивања у биоскопима. Студио је остварио профит од 1.346.000 долара.
Признање Америчког филмског института
- 1998: 100 година АФИ...100 филмова – #68
- 2002: 100 година АФИ...100 љубавних прича – #39
- 2004: 100 година АФИ...100 песама – #32
- 2006: Најбољи филмски мјузикли АФИ – #9

АФИ је такође одао признање звезди Кели као број 15 од 25 најбољих 100 година АФИ-ја... 100 звезда.

## Дигитална рестаурација
Године 2011. филм је дигитално рестаурирао Warner Bros. за 60. годишњицу филма.

## У популарној култури
Епилог музичког филма Ла Ла Ланд из 2016. референцира се на сценографију и костими Американца у Паризу, који је редитељ Дејмијен Шазел назвао „филмом који смо управо опљачкали“.